# Дзвина
Дзвина (укр. Дзвіна, Дзвинячка) — река в Чортковском районе Тернопольской области, Украина. Левый приток Днестра (бассейн Чёрного моря).
Берёт начало из источника около села Иване-Пусте, протекает в южном направлении и впадает в Днестр в районе села Дзвенигород. Длина реки около 20 км. Вдоль её течения, в районе сёл Михайловка и Дзвинячка, созданы искусственные водоемы — пруды.